# SN 2006li
SN 2006li – supernowa typu Ib odkryta 28 października 2006 roku w galaktyce UGC 3664. W momencie odkrycia miała maksymalną jasność 19,40m.